# 康斯坦丁·伊夫利耶夫
康斯坦丁·阿列克谢耶维奇·伊夫利耶夫（俄语：Константин Алексеевич Ивлиев，2000年8月7日—），俄羅斯短道速滑運動員，他代表俄羅斯奧林匹克委員會隊參加了中國舉行的2022年冬季奧林匹克運動會，並且在男子500米比賽上獲得銀牌。